# Aloeides kaplani
Aloeides kaplani är en fjärilsart som beskrevs av Tite och Dickson 1977. Aloeides kaplani ingår i släktet Aloeides och familjen juvelvingar. IUCN kategoriserar arten globalt som sårbar. Inga underarter finns listade i Catalogue of Life.